# Union générale des travailleurs réunionnais en France
L'Union générale des travailleurs réunionnais en France, ou UGTRF, est une association fondée en octobre 1963 par des Réunionnais évoluant en France métropolitaine, notamment Gervais Barret, Boris Gamaleya et Clélie Gamaleya, fonctionnaires ayant dû quitter l'île du sud-ouest de l'océan Indien du fait de l'ordonnance Debré. Elle a été jusque dans les années 1990 l'une des plus importantes associations de Réunionnais en métropole en mobilisant surtout des étudiants et ouvriers proches du Parti communiste réunionnais.